# Аршант (станція)
Аршант (монг. Рашаант) — залізнична станція в Монголії, розташована на Трансмонгольській залізниці між станціями Мандал і Емелт.
Розташована в однойменному селі.